# Claudio Arbiza
Claudio Arbiza, vollständiger Name Jorge Claudio Arbiza Zanuttini, (* 3. März 1967 in Montevideo, Uruguay) ist ein ehemaliger uruguayischer Fußballspieler.

## Karriere

### Verein
Der 1,89 Meter große „Popeye“ genannte Torwart Arbiza stand zu Beginn seiner Karriere bis 1994 beim Club Atlético Defensor (1989 umbenannt in Defensor Sporting) in der Primera División unter Vertrag. Während der Zugehörigkeit zu den Montevideanern gewann er 1987 und 1991 die uruguayische Meisterschaft. In der Apertura und Clausura 1995 gehörte er sodann dem paraguayischen Hauptstadt-Verein Club Olimpia an und wurde Paraguayischer Meister. 1996 wechselte er nach Chile zu Colo-Colo, wo er bis 2000 verblieb und in den Jahren 1996 bis 1998 mit seiner Mannschaft dreimal die chilenische Meisterschaft erringen konnte. Bei den Chilenen spielte er jedoch nicht durchgehend, sondern musste sich Einsatzzeiten im Wechsel mit Marcelo Ramírez teilen. Insgesamt bestritt er 86 Partien für den Klub, bei denen er 110 Gegentreffer hinnehmen musste. Zum Torneo Apertura 2001 kehrte er nach Uruguay zurück und stand dort bis 2004 in Montevideo für Nacional auf dem Platz. 2001 und 2002 konnte er dabei erneut den Gewinn der uruguayischen Meisterschaft mit seinen Mitspielern feiern. Allerdings wurde im Februar 2004 berichtet, dass er seit rund zwei Jahren ohne Spielpraxis war. In der Copa Libertadores 2004 sind sieben Einsätze für ihn verzeichnet.

### Nationalmannschaft
Arbiza war auch Mitglied der uruguayischen Fußballnationalmannschaft, mit der er an der Copa América 1995 teilnahm. Dort gewann Uruguay seinen 14. Titel in diesem Wettbewerb. Im Verlaufe des Turniers kam Arbiza aber nicht zum Einsatz, da Stammtorhüter Fernando Álvez alle Spiele der Celeste über die volle Spielzeit absolvierte. Insgesamt absolvierte er für sein Heimatland sechs Länderspiele im Zeitraum vom 19. Oktober 1994 bis zum 7. Juli 1996, bei denen er siebenmal von den gegnerischen Spielern bezwungen werden konnte.

### Erfolge
- 1× Sieger der Copa América: 1995
- 4× Uruguayischer Meister: 1987, 1991, 2001, 2002
- 1× Paraguayischer Meister: 1995
- 3× Chilenischer Meister: 1996, 1997, 1998